# Los conjurados
Los conjurados en un libro de poesía del escritor argentino Jorge Luis Borges. Fue publicado por primera vez por Alianza Editorial en 1985.
El libro estás formado por los últimos cuarenta y cuatro poemas y prosas poéticas escritos por Borges antes de su muerte, sucedida un año después.
Entre los poemas, el soneto "On his Blindness" (con el mismo título publicó un poema en El oro de los tigres) en el que hace referencia a su ceguera, es uno de los poemas más sentidos y dramáticos entre todos los que escribió. El título del libro alude al último poema que evoca el origen de la Confederación Helvética como una conjura de hombres para ser tolerantes y razonables.